# Плазмоїд

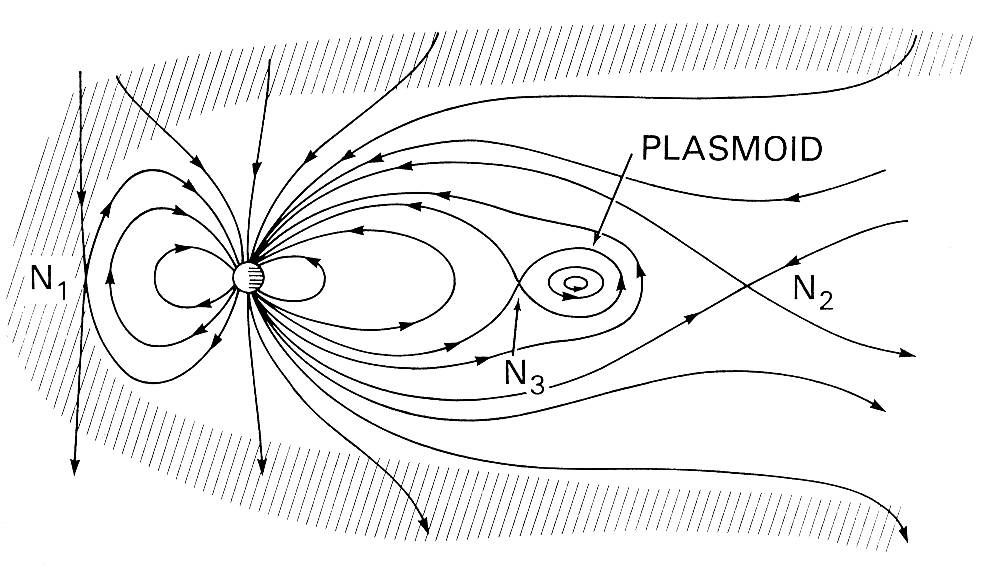
Натуральний плазмоїд, утворений взаємодією магнітного поля землі і сонячного вітру.

Плазмоїд —  плазмовий згусток, обмежена конфігурація  магнітних полів і плазми.
Нікола Тесла отримував кулясті плазмоїди на резонансній передачі енергії за допомогою високовольтних розрядів. Можливе використання генерованих НВЧ-випромінюванням плазмоїдів в промисловості.
Деякі дослідники розглядають  частки мікросвіту як плазмоїди. 

## Автономні плазмоїди
Магнітне поле автономного плазмоїда підтримується власними  струмами плазми, і чим менше при цьому втрати енергії, тим довше він може існувати, таким чином, дослідження плазмоїдів — можливий шлях до отримання лабораторної  кульової блискавки.

## Форма життя
Ціолковський висловлював  гіпотезу про існування життя на Сонці в плазмовой формі, і про нього як джерело життя на Землі. Було отримано експериментальне підтвердження того, що в певних умовах плазмоїди можуть розмножуватися, що ілюструє їх потенційну можливість бути основою для життя.

## Плазмоїди в приземній тропосфері
Плазмоїдні утворення поблизу поверхні Землі утворюються переважно над грязьовими вулканами і тектонічними розломами. Розміри плазмоїдів коливаються від 3-5 см до 100 і більше метрів. Деякі з них можна зафіксувати фотоапаратом (інфрачервоний і ультрафіолетовий діапазони частот електромагнітних хвиль), в рідкісних випадках можуть бути зафіксовані навіть неозброєним оком. Утворення плазмоїдів відбувається за моделлю  кульової блискавки, згідно з якою плазмову фазу утримує тонка молекулярно-кристалічна оболонка, що складається з електрично заряджених  кластерів «прихованої» фази води.

## Ланки
- Буров В. Ф. — Рубрика: «Плазмоїди» (рос.)